# Einar Aggerholm
Einar Aggerholm (Einar Agerholm), (5. oktober 1906 i Nykøbing Mors – 5. maj 1945 i Odense) var en  professionel dansk bokser i weltervægt, modstandsmand og kriminalbetjent .
Aggerholm boksede som amatør for Lyngby Idrætsklub og senere IK 99. 
Einar Aggerholm debuterede som professionel bokser den 17. oktober 1930 mod den rutinerede svensker Freddie Lindström, der havde bokset de fleste af sine kampe i USA. Aggerholm stoppede svenskeren i 3 omgang. Aggerholm vandt hurtigt en række sejre i kampe i København, og opnåede to uafgjorte i Malmø mod svenskeren Lorentz Olsson. Den 16. oktober 1931 mødte han landsmanden Harald Nielsen, der tilføjede Einar Aggerholm dennes første nederlag i 12 kampe. Året efter, i 1932 tabte Aggerholm til algieren Ali Ben Said i en kamp i Paris, men Aggerholm opnåede dog revanche i den næste kamp, da han slog Said ud i 3. omgang i returopgøret i København. Aggerholm opnåede yderligere en række sejre, inden han blev udpeget til at deltage i udskillelseskampe om retten til at møde den forsvarende europamester i weltervægt. 
Første udskillelseskamp var mod svenskeren Gunnar Andersson den 11. maj 1934 i Göteborg. Andersson havde en rekordliste med kun fire nederlag i 35 kampe, men Aggerholm sendte svenskeren i gulvet i 2. og 8. omgang, inden kamplederen stoppede kampen i 9. omgang. Herefter ventede den østrigske mester Karl Blaho, som Aggerholm besejrede på point efter 12 omgange i København. Aggerholm var herefter klar til at møde den tyske europamester Gustav Eder. Forinden havde alene tre danskere fået muligheden for at bokse om EM, og kun Knud Larsen havde formået at vinde titlen. Aggerholm blev således den fjerde dansker, der boksede om EM.
Gustav Eder var en rutineret bokser med 69 kampe bag sig mod en række af Europas bedste boksere, og havde ikke problemer med at slå Aggerholm ud i 1. omgang af kampen, der blev bokset den 11. januar 1935 i Forum København. 
Einar Aggerholm boksede kun to kampe herefter, den sidste den 2. maj 1940, da han vandt over landsmanden Nick Clausen i København. 
Einar Aggerholm opnåede 37 kampe, hvoraf 28 blev vundet (22 før tid), 4 tabt (2 før tid) og 5 endte uafgjort.
Efter afslutningen af boksekarrieren var Aggerholm aktiv i Den danske modstandsbevægelse, hvor han blev tilknyttet en af politiets modstandsgrupper i Odense fra oktober 1944. Aggerholm blev i en alder af kun 38 år dræbt under ildkamp med hipofolk den 5. maj 1945, samme dag som Danmark blev befriet for den tyske besættelse.

## Bogudgivelse
Einar Aggerholm udgav i 1945 bogen Selvforsvar på Bogforlaget Norden. Bogen var en anvisning i selvforsvarets ædle kunst med teknikker fra boksning og jiu-jitsu, men indeholder tillige et selvbiografisk afsnit, hvor Aggerholm omtaler sin opvækst som moderløs arbejdsdreng og forløbet af boksekarrieren.